# Karlum
Karlum er en landsby og kommune beliggende cirka 10 kilometer nordøst for Nibøl i det nordvestlige Sydslesvig. Administrativt hører kommunen under Nordfrislands kreds i den tyske delstat Slesvig-Holsten i det nordlige Tyskland. Kommunen omfatter også Remp og samarbejder på administrativt plan med andre kommuner i omegnen i Sydtønder kommunefællesskab (Amt Südtondern). 
Landsbyen er sogneby i Karlum Sogn. Sognet lå i Kær Herred (Tønder Amt, Sønderjylland), da området tilhørte Danmark. Kirkesproget var i den danske tid blandet dansk-tysk.
Karlum er første gang nævnt 1445/1450. Stednavnet henføres til karl
Landsbyen er beliggende på gesten, hvor jorden er sandig. Området vat tidligere rig på skov, endnu i dag findes der storre skovarealer syd for byen (Karlum Skov). Der er flere mindre vandløb omkring Karlum. Karlum Å danner på en strækning grænsen til nabo-kommune Læksgårde. Sydøst for Karlum by ligger Storhøj, hvorfra der er god udsigt over landet. Den skal tidligere have været et sømærke, inden dens top jævnedes. På den skråning mod sydøst findes retvinklede befæstningslinjer, kaldet for Kampegrave.

## Karlummerlys
Landsbyen var tidligere kendt for sit Karlummerlys, et lyspind, udkløvet af harpiksholdige fyrre- eller granrødder, som blev tidligere brugt til belysning.

## Kendte bysbørn
- Andreas Hojer (1690–1739), dansk historiker og jurist
- Henrik Georg Clausen (1759–1840), dansk luthersk præst
- Peter Bossen (1866–1958), tysk politiker (medlem af rigsdagen 1924–1928 for Deutschnationale Volkspartei)
- Walter Christiansen, sønderjysk forfatter

## noter
1. ↑  Wolfgang Laur: Historisches Ortsnamenlexikon von Schleswig-Holstein, 2. oplag, Neumünster 1992, s. 375
2. 1 2   M. Mørk Hansen: Kirkelig Statistik over Slesvig Stift: Med historiske og topografiske bemærkninger, 1. bind, Kjøbenhavn 1863, side 218
3. ↑  Karlummerlys, i Skalk 6 / 1968